# 8197 Mizunohiroshi
8197 Mizunohiroshi è un asteroide della fascia principale. Scoperto nel 1993, presenta un'orbita caratterizzata da un semiasse maggiore pari a 2,7813692 UA e da un'eccentricità di 0,1455112, inclinata di 7,87904° rispetto all'eclittica.